# Церква святого Івана Сучавського (Виженка)
Церква свято́го Івана Су́чавського — дерев'яна церква зведена у 1792 році в селі Виженка Вижницького району Чернівецької області. Згідно з народними переказами, храм встановлений на місці колишньої каплички.

## Архітектура
Храм складається з трьох зрубів, до бабинця по осі церкви прибудували великий рівноширокий присінок. Зі сходу до вівтаря прибудована ризниця, а вівтарем церква орієнтована до північного сходу. Над опасанням стіни нави восьмибічні в плані. Форми церкви показують перехід від дерев'яних церков хатнього типу (без верхів) до дерев'яних церков завершених верхами. Біля храму знаходиться мурована стінного типу дзвіниця з чотирма отворами для дзвонів і невеличкий цвинтар. 
Сьогодні церква св. Івана Сучавського є діючим храмом, належить до пам'яток архітектури національного значення.

## Світлини

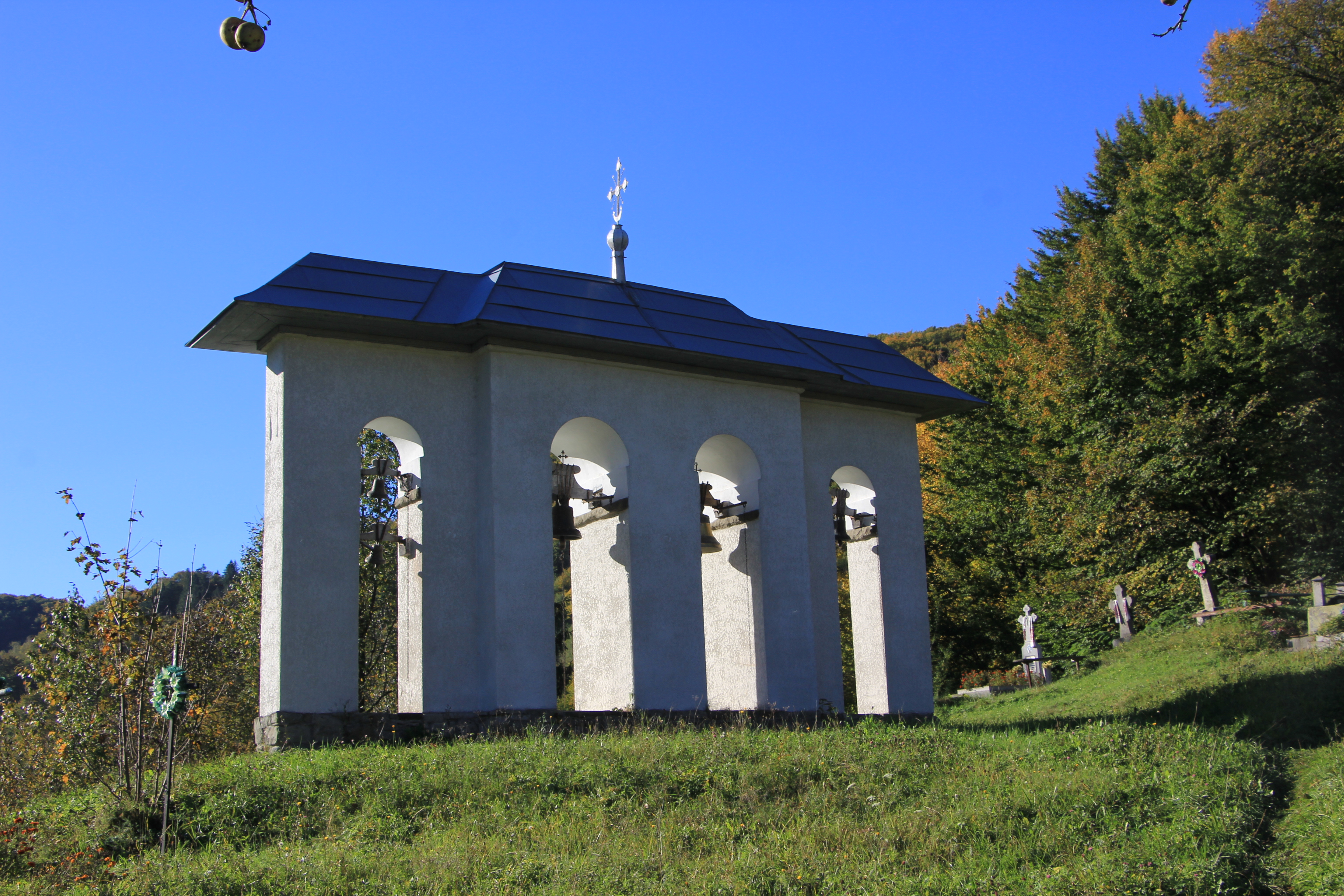
Дзвіниця
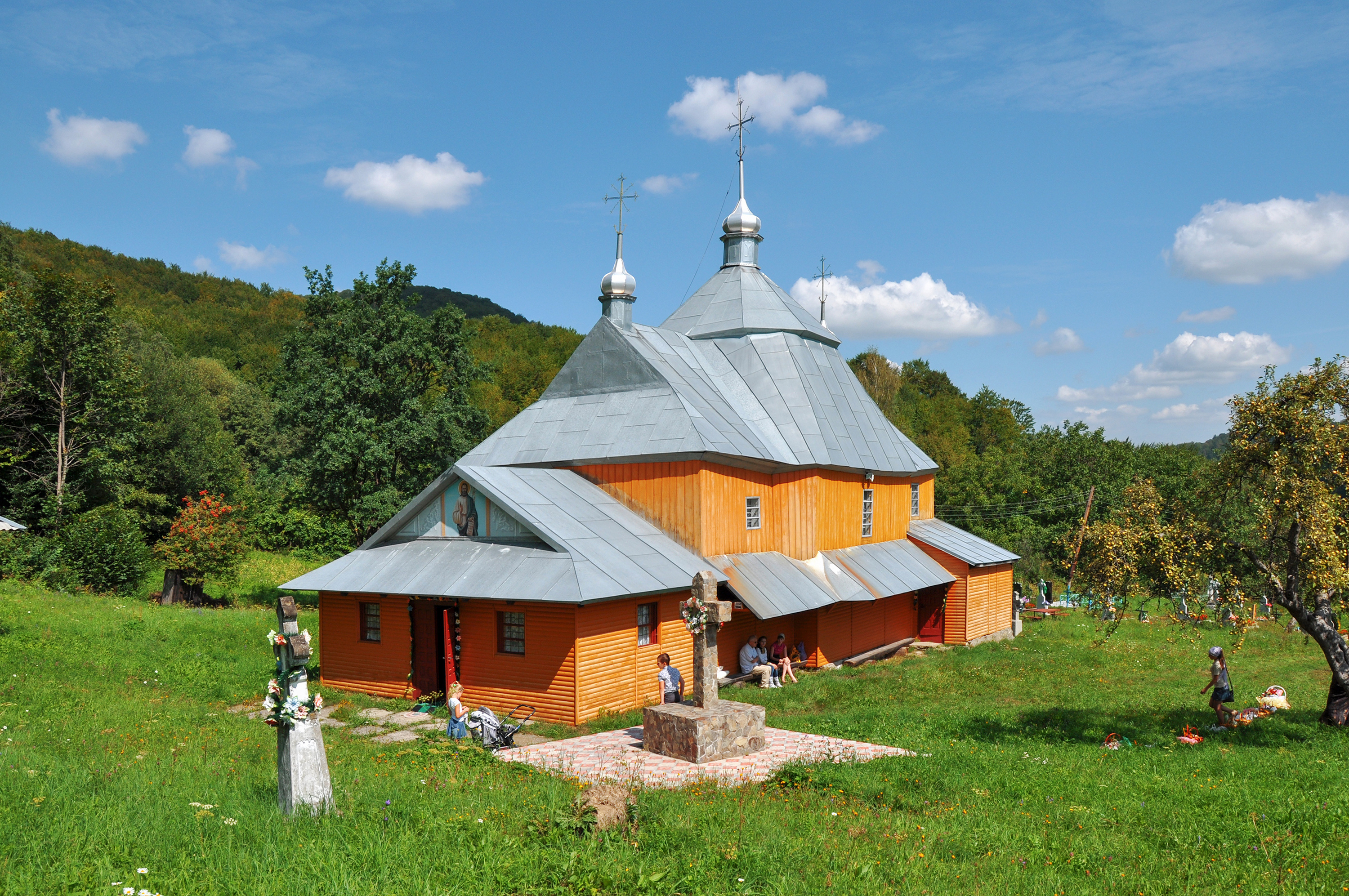
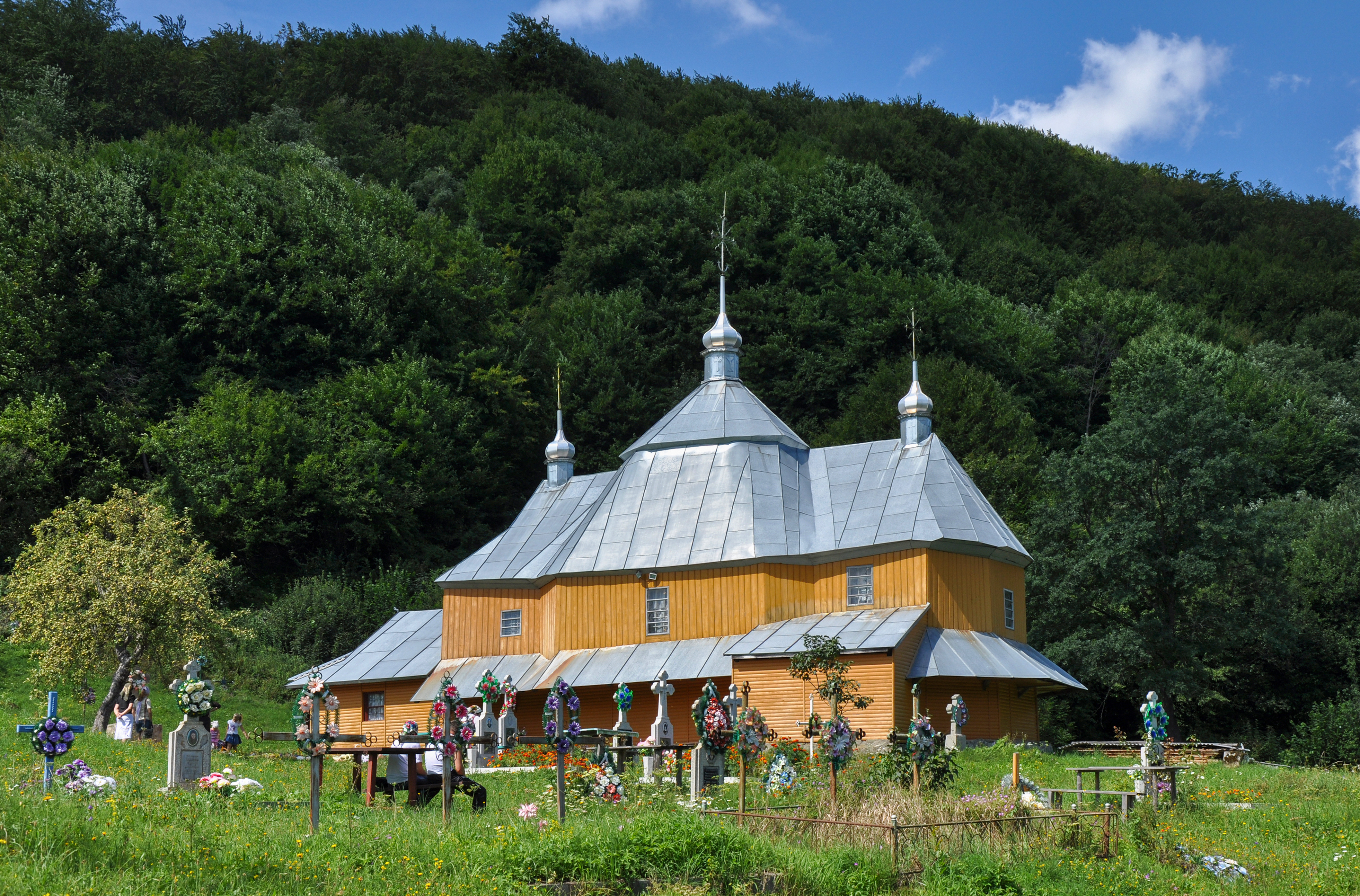